# الدين في الرأس الأخضر
الدين في الرأس الأخضر، الرأس الأخضر هي دولة جزرية تتكون من عدة جزر في قارة إفريقيا، المسيحية هي أكبر ديانة فيها، الإسلام هو دين الأقلية.

## المسيحية
تشكل المسيحية أكثر من 94% من سكان الرأس الأخضر، حوالي 85% منهم من الروم الكاثوليك، حوالي 5 ٪ من السكان هم من البروتستانت بالاضافة إلى الطوائف المسيحية الأخرى.

## الإسلام
الدين الإسلامي هو دين الأقلية العرقية في جزر الرأس الأخضر، ومع أنه مجتمع صغير ولكنه متزايد،  معظم المسلمين هم من المهاجرين والبلدان المجاورة.

## السكان
بلغت نسبة مجموع الأديان في الرأس الأخضر وفق تقديرات عام 2020 :
الروم الكاثوليك	84.5%
مسيحية أخرى	6.8%
البروتستانتية 3.6%
الإسلام	 2.8%
تقليدي	  1.1%
بدون	 1%
دين آخر	 0.1%